# Entre deux trains
Pour plus de détails, voir Fiche technique et Distribution.
Entre deux trains est un film français réalisé par Pierre Filmon, sorti en 2021.

## Synopsis
Il y a neuf ans, Marion et Grégoire ont vécu une brève histoire d'amour. Aujourd'hui, ils se croisent par hasard sur un quai de gare, entre deux trains. Lui arrive, elle repart. Ils ont quatre-vingt minutes pour faire le point sur leur vie, face à face avec leurs vérités et leurs souvenirs. C'est leur dernière chance.

## Fiche technique
- Titre original : Entre deux trains
- Titre international : Long Time No See
- Réalisation : Pierre Filmon
- Scénario : Pierre Filmon
- Musique : David Hadjadj
- Assistant réalisateur : Michael Berreby
- Costumes : Morgane Lambert
- Maquillage : Christel Lintz
- Photographie : Olivier Chambon
- Son : Guillaume André, Philippe Grivel et Jules Jasko
- Montage : Anouk Zivi
- Directeur de production : Michaël Berreby
- Production : Pierre Filmon, Claire Filmon et Matthieu Deniau
- Sociétés de production : Almano Films, Prodigima Films et Le Studio Orlando
- Société de distribution : OSPROD Studios (France)
- Budget : 0,06 M€
- Pays de production :  France
- Langue originale : français
- Format : couleur — 2,35:1
- Genre : Comédie dramatique
- Durée : 75 minutes
- Dates de sortie :
  - France : 22 août 2019 (Festival du film francophone d'Angoulême)
  - France : 10 novembre 2019 (Festival du cinéma et musique de film de La Baule)
  - Chine : 25 juillet 2020 (Festival international du film de Shanghai)
  - Mexique : 29 octobre 2020 (MORELIA International Film Festival)
  - Inde : 20 mars 2021 (Festival International du film du Rajasthan)
  - France : 10 novembre 2021 (Sortie nationale France)
- France : tous publics
- Numéro de visa : 150250

## Distribution
- Laëtitia Eïdo : Marion
- Pierre Rochefort : Grégoire
- Ronald Guttman : Michel
- Esteban : Denis
- Alexia Séféroglou : la caissière du Relay
- Jean Rousselot : l'homme énervé au Relay
- Roxana Carrara : Iris, la mère avec l'enfant
- Bellu Bellali : Simon
- Darry Kedadouche : le jeune homme en colère
- Gala Fatus Rieser : la jeune femme en colère

## Développement et genèse
Le passé des deux personnages principaux d'Entre deux trains a fait l'objet d'un précédent scénario que Pierre Filmon a écrit au début des années 2000. Le réalisateur explique : "C'était leur histoire d'amour - au présent, à l'hôpital maritime de Berck-sur-Mer. Le film ne s'est pas fait. Issus de ce scénario, les deux personnages du film se retrouvent, par hasard, Gare d'Austerlitz, neuf ans après l'épisode de leur amour de jeunesse. Leurs retrouvailles sur un quai de gare, entre deux trains, étaient idéales pour installer le principe immersif du plan-séquence en soumettant les personnages à l'urgence de vivre à fleur de peau."

## Distinctions

### Récompenses
- 2020 - Espagne : Meilleur acteur, Pierre Rochefort au 32e Festival de Cinema de Gérone
- 2021 - Kosovo : Meilleur film au 14e Film Fest Kosova
- 2021 - Chili : Meilleur film au 7e Festival de largos y cortos de Santiago
- 2021 - Liban : Meilleur film étranger de fiction au 4e Festival Libanais du Cinéma Indépendant
- 2021 - Inde : Meilleur réalisateur au 7e Festival International du Film du Rajasthan

### Nominations
- 2020 - Hongrie : Meilleure photographie, Olivier Chambon au 4e Festival du Cinéma Zsigmond Vilmos
- 2020 - Espagne : Meilleure musique, David Hadjadj au 4e Festival international de musique de cinéma FIMUCITÉ de Tenerife
- 2020 - USA : Meilleur film au 25e Stony Brook Film Festival
- 2020 - Espagne : Meilleur film, au 32e Festival de Cinema de Gérone

### Sélections
- 2020 - Russie : 42e Festival international du film de Moscou
- 2020 - Chine : 23e Festival international du film de Shanghai
- 2020 - Mexique : 18e MORELIA International Film Festival[3]
- 2020 - France : 6e Festival Cinéma & Musique de Film de La Baule
- 2020 - France : 11e Festival 2 cinéma de Valenciennes[4]
- 2020 - France : 23e Festival Les Œillades d'Albi[5]
- 2020 - France : 20e Festival Plurielles de Compiègne[6]
- 2020 - France : 9e Festival Cinétoiles de Semur-en-Auxois[7]
- 2021 - France : 18e Festival Hérault du Cinéma du Cap d'Agde[8]
- 2021 - Inde : 51e Festival du film International de Goa[9]
- 2021 - USA : 22e au FilmColumbia Film Festival de Chatham[10]